# Anton Philips
Anton Frederik Philips (Zaltbommel, 14 de Março de 1874 – Eindhoven, 7 de Outubro de 1951) foi um empresário neerlandês, cofundador da empresa holandesa de eletrônicos Philips.

## Carreira
Em maio de 1891, o pai Frederik era o financista e, com seu filho Gerard Philips, co-fundador da Philips Company como uma empresa familiar. Em 1912, Anton juntou-se à empresa, que eles renomearam Philips Gloeilampenfabriek N.V. (Philips Lightbulbfactory NV).
Durante a Primeira Guerra Mundial, Anton Philips conseguiu aumentar as vendas aproveitando um boicote aos produtos alemães em vários países. Ele forneceu aos mercados produtos alternativos.
Anton (e seu irmão Gerard) são lembrados como sendo cívicos. Em Eindhoven, eles apoiaram programas e instalações educacionais e sociais, como o departamento de futebol da Philips Sports Association, que é o mais conhecido. A partir dele, o departamento de futebol profissional se transformou na independente Philips Sport Vereniging N.V. (PSV Eindhoven).
Anton Philips trouxe seu filho Frits Philips e seu genro Frans Otten para a empresa em seus tempos. Anton, Otten e outros membros da família escaparam da Holanda pouco antes da ocupação nazista durante a Segunda Guerra Mundial. Eles foram para os Estados Unidos e voltaram depois da guerra.
Frits Philips optou por ficar e administrar a empresa durante a ocupação. Ele foi preso por vários meses no campo de concentração de Vught depois que seus trabalhadores entraram em greve, e ele sobreviveu. Ele salvou a vida de 382 judeus, reivindicando-os como indispensáveis para sua fábrica, e permitiu-lhes escapar das prisões nazistas e da deportação para campos de concentração. Ele foi homenageado com o título de Justo entre as Nações pelo Estado de Israel em 1996.
Anton Philips morreu em Eindhoven em 1951. Foi condecorado com a Ordem de São Sava e outras condecorações.